# Coq (art martial)
Pour les articles homonymes, voir Coq (homonymie).

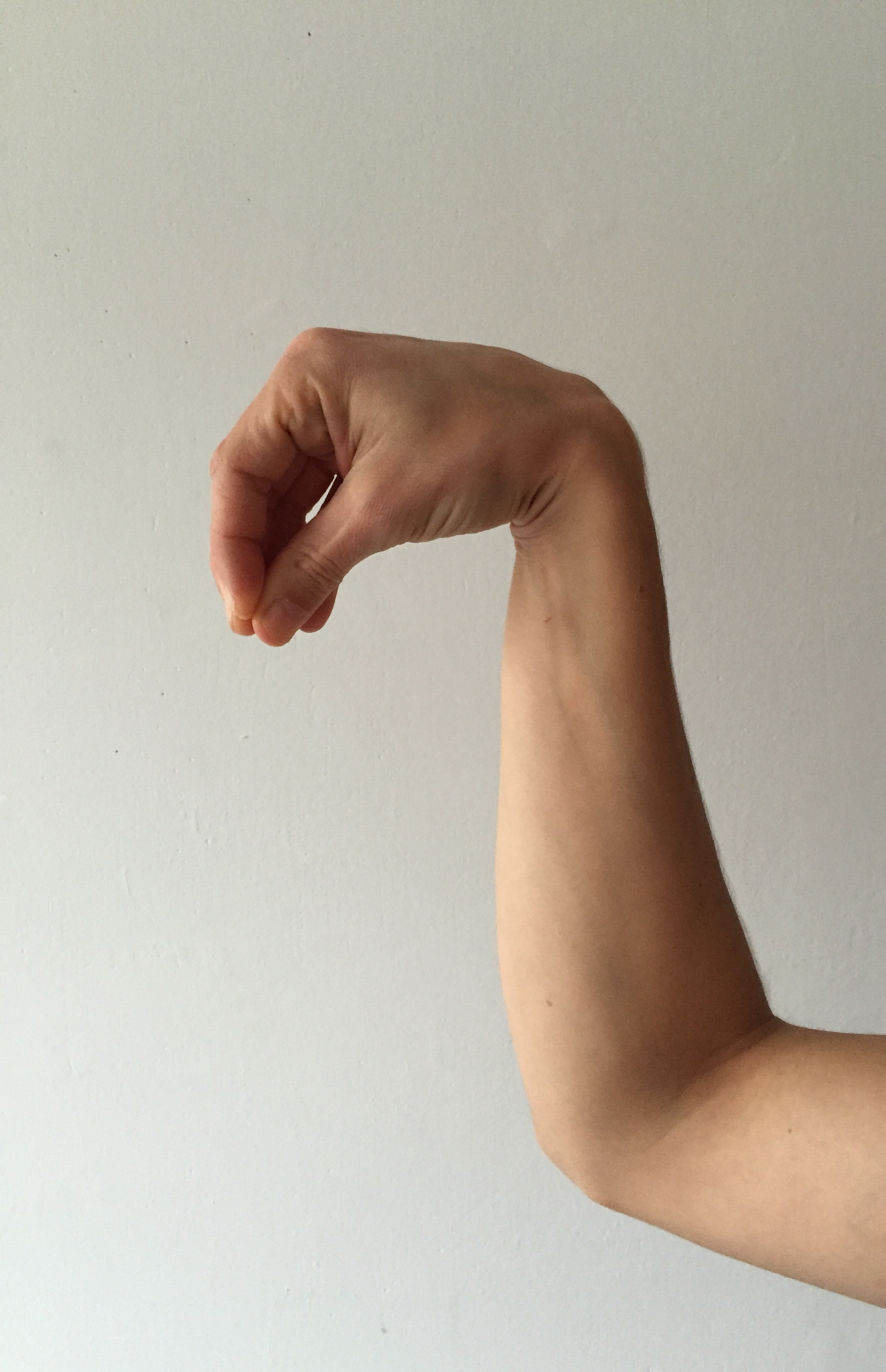
Position des doigts du pratiquant du style du coq.

Le style du Coq est un style de combat à mains nues dans le Mansuria Kung Fu, dont les techniques sont inspirées par les mouvements du coq. Dans ce style, les mains miment le bec du coq amenant à des attaques précises et dirigées sur des points vitaux et stratégiques. En ce sens, il rentre dans l'ensemble des techniques de pression et de frappe des points vitaux dans les arts martiaux chinois (dim mak). À noter que les bras peuvent également mimer le mouvement des ailes.
À noter que ce style s'apparente au style de la grue blanche.